# Triduum Paschalne

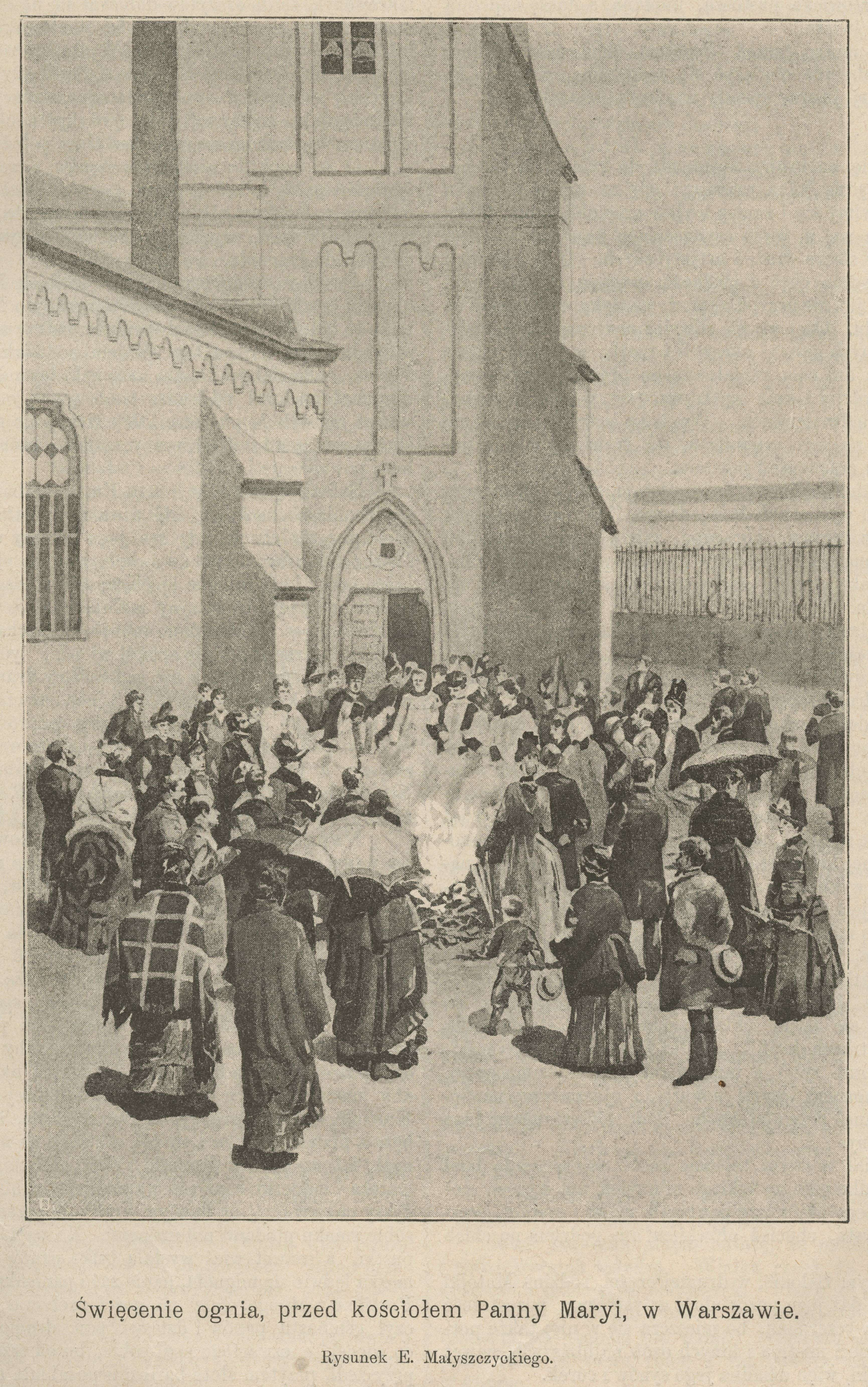
Święcenie ognia przed kościołem Panny Marii, w Warszawie – 1894

Triduum Paschalne, triduum paschalne (z łac. triduum, „trzy dni”) – okres w roku liturgicznym rzymskich katolików oraz starokatolików, którego istotą jest celebracja misterium paschalnego: męki, śmierci i zmartwychwstania Chrystusa.
Święta Wielkanocy wiążą się z żydowską Paschą – są wspomnieniem wyzwolenia narodu izraelskiego z niewoli w Egipcie. W noc przed wyjściem z Egiptu Izraelici spożywali baranka paschalnego. Chrześcijanie wierzą, że Chrystus, spożywając ostatnią wieczerzę paschalną, wypełnił symbole starotestamentowe i stał się Barankiem Paschalnym, który dopełnił zbawczej ofiary.

## Triduum u rzymskich katolików

### Zreformowany ryt rzymski
Okres ten rozpoczyna się wieczorną mszą w Wielki Czwartek (msza Wieczerzy Pańskiej), kończy zaś nieszporami Niedzieli Wielkanocnej. Trudności w zrozumieniu tej rachuby wynikają z archaicznego sposobu rachowania czasu, wywodzącego się jeszcze z tradycji żydowskiej, w którym dzień rozpoczyna się już poprzedniego wieczora i trwa do następnego wieczora, ale także z faktu, że przed reformą liturgiczną soboru watykańskiego II za triduum paschalne (choć nieposiadające jeszcze oficjalnie takiej nazwy) uznawano Wielki Czwartek, Wielki Piątek i Wielką Sobotę.

#### WieczórWielkiego Czwartku

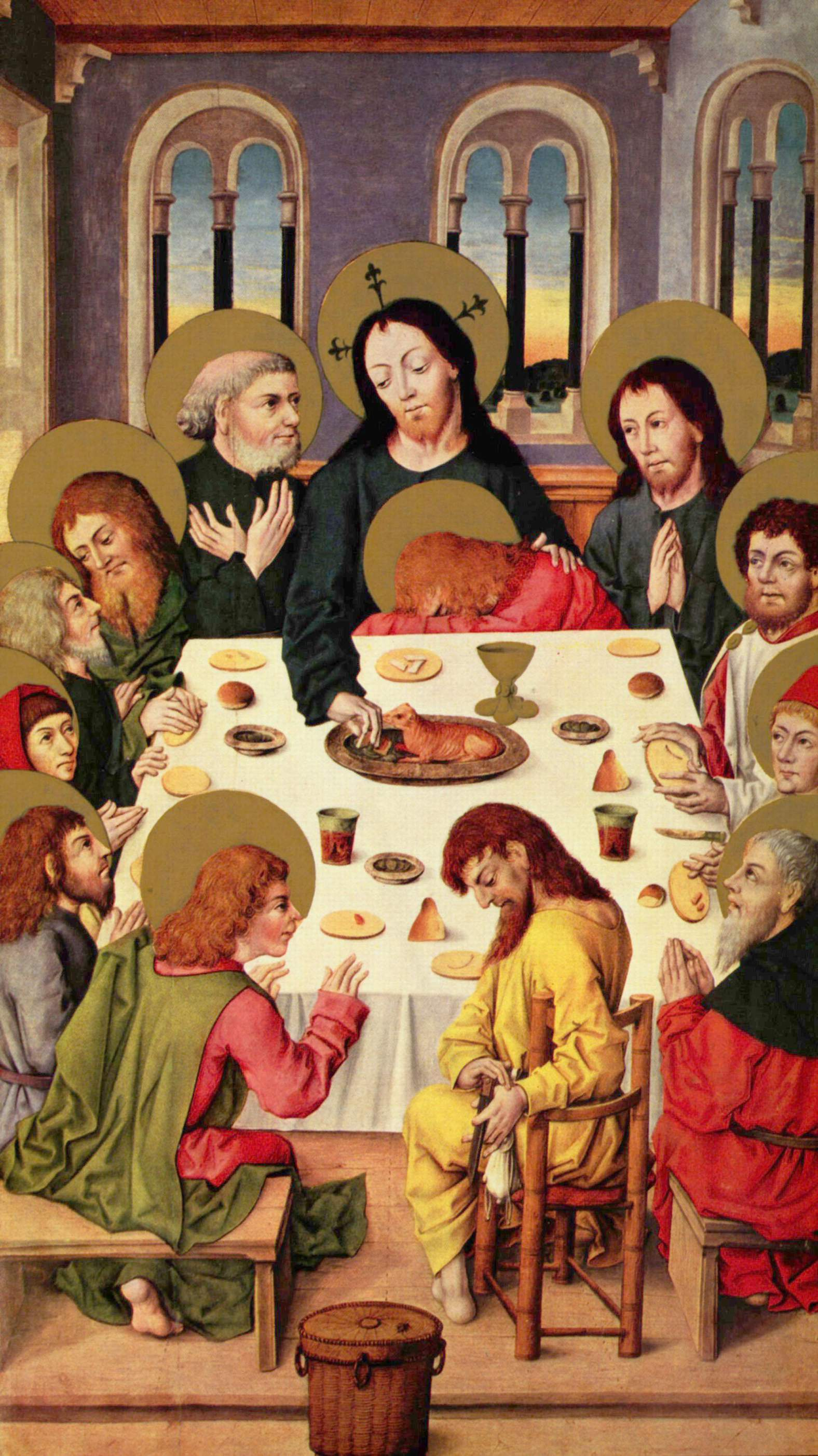
Ostatnia Wieczerza – pierwsza Msza święta

Wieczorem odprawia się mszę Wieczerzy Pańskiej, która rozpoczyna Triduum Paschalne. Jest ona sprawowana na pamiątkę Ostatniej Wieczerzy, podczas której Chrystus dał apostołom do spożycia swoje ciało i krew pod postaciami chleba i wina oraz nakazał im, by czynili to na jego pamiątkę. Katolicy uznają, że podczas tego wydarzenia Jezus ustanowił dwa sakramenty – kapłaństwo i Eucharystię. Zgodnie z tradycją po odśpiewaniu hymnu Chwała na wysokości Bogu organy i inne instrumenty milkną aż do rozpoczęcia tegoż hymnu podczas liturgii Wigilii Paschalnej, natomiast dzwonki zastępuje się kołatkami. Po homilii, jeśli okoliczności za tym przemawiają, odbywa się obrzęd umywania nóg, tzw. mandatum. Po zakończeniu obrzędów Komunii Świętej Najświętszy Sakrament w puszce zostaje przeniesiony do kaplicy przechowania, nazywanej zwyczajowo ciemnicą, gdzie jest adorowany przez wiernych aż do rozpoczęcia liturgii Męki Pańskiej. Po liturgii ołtarze obnaża się z obrusów, a krzyże usuwa się lub zasłania. Kto uczestniczył w wieczornej mszy, nie odmawia nieszporów.

#### Wielki Piątek

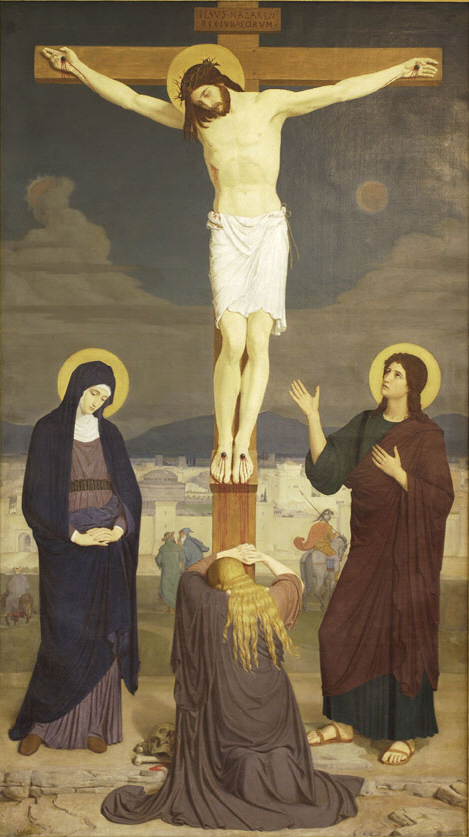
Śmierć Jezusa Chrystusa na krzyżu

Jest to dzień powagi, skupienia i postu, w którym szczególnie czci się drzewo krzyża. Przez cały ten dzień katolików obowiązuje post ścisły i wstrzemięźliwość od pokarmów mięsnych. Trwa adoracja Najświętszego Sakramentu w kaplicy przechowania. Nie wolno udzielać żadnych sakramentów z wyjątkiem pokuty i namaszczenia chorych, natomiast liturgię godzin sprawuje się jak zwykle (jedynie nieszporów nie odmawiają ci, którzy uczestniczą w liturgii Męki Pańskiej). Komunię świętą wolno rodzielać wyłącznie na popołudniowej liturgii Męki Pańskiej z wyjątkiem chorych niemogących w niej uczestniczyć, którym można ją zanieść o dowolnej porze tego dnia. Tradycyjnie odprawia się drogę krzyżową, a w polskiej tradycji także Gorzkie żale. Ołtarze pozostają obnażone: bez krzyża, kwiatów, świeczników i obrusów.
Centrum tego dnia jest liturgia Męki Pańskiej. Powinno się ją sprawować około godziny 15, jeśli racje duszpasterskie nie przemawiają za późniejszą porą. Obrzędy obejmują prostrację kapłana, czytania i śpiewy z Pisma świętego, w tym opis Męki Pańskiej, który może być wykonany z podziałem na role, modlitwę powszechną, adorację Krzyża i obrzędy komunii. Zgodnie z polską tradycją, na koniec liturgii Najświętszy Sakrament wystawiony w monstrancji okrytej półprzezroczystym welonem przenosi się do kaplicy Grobu Pańskiego, gdzie jest adorowany przez wiernych aż do rozpoczęcia Wigilii Paschalnej.
W tym dniu rozpoczyna się również nowenna do Miłosierdzia Bożego, która trwa dziewięć dni i stanowi przygotowanie do Niedzieli Miłosierdzia Bożego.

#### Wielka Sobota

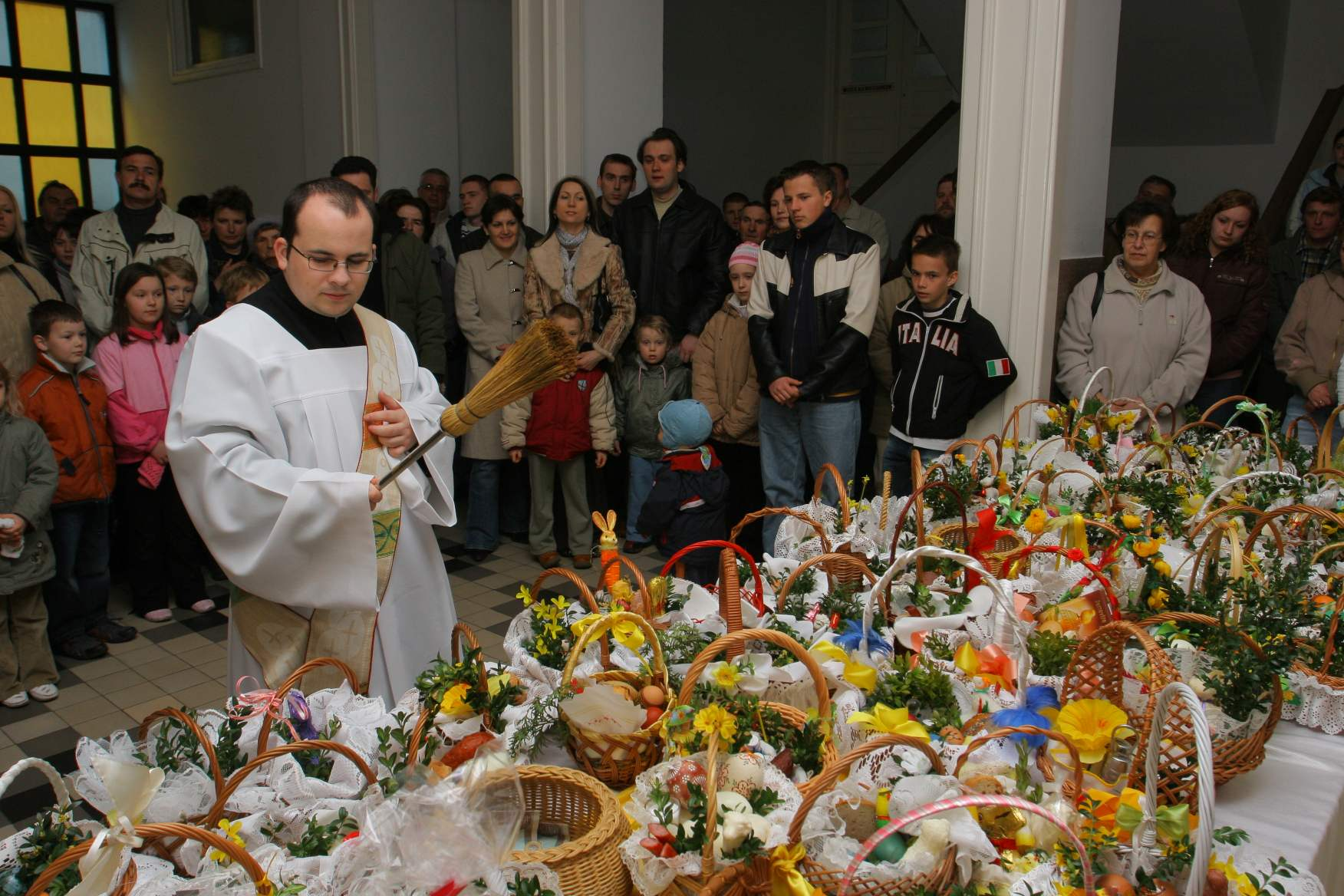
Święcenie potraw wielkanocnych

W Wielką Sobotę Kościół trwa na adoracji przy grobie Pańskim, rozważając śmierć Chrystusa. Ołtarze pozostają obnażone, nie sprawuje się żadnej liturgii z wyjątkiem liturgii godzin, sakramentu pokuty i namaszczenia chorych. Komunii świętej można udzielać wyłącznie umierającym jako wiatyk.
W Polsce i niektórych sąsiednich krajach tradycyjnie wierni przynoszą w tym dniu w koszach potrawy wielkanocne (święconka), aby je poświęcić, albo zapraszają kapłana do domostwa, gdzie poświęcony zostaje stół z potrawami. Istnieje też zwyczaj odwiedzania symbolicznych grobów Pańskich w kościołach, a także grobów bliskich osób na cmentarzach.

#### Niedziela Wielkanocna

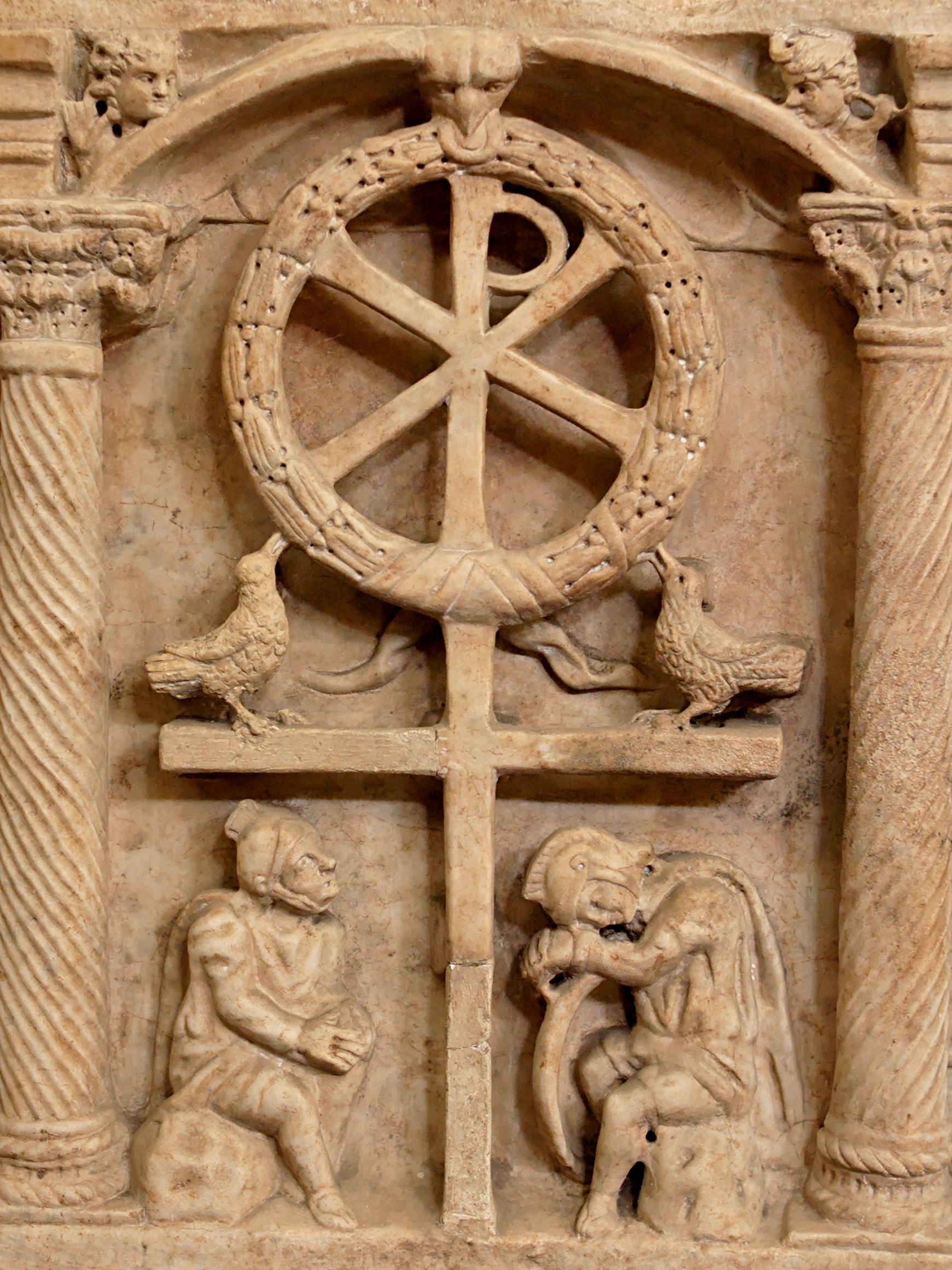
Starożytny symbol Chrystusa Zmartwychwstałego

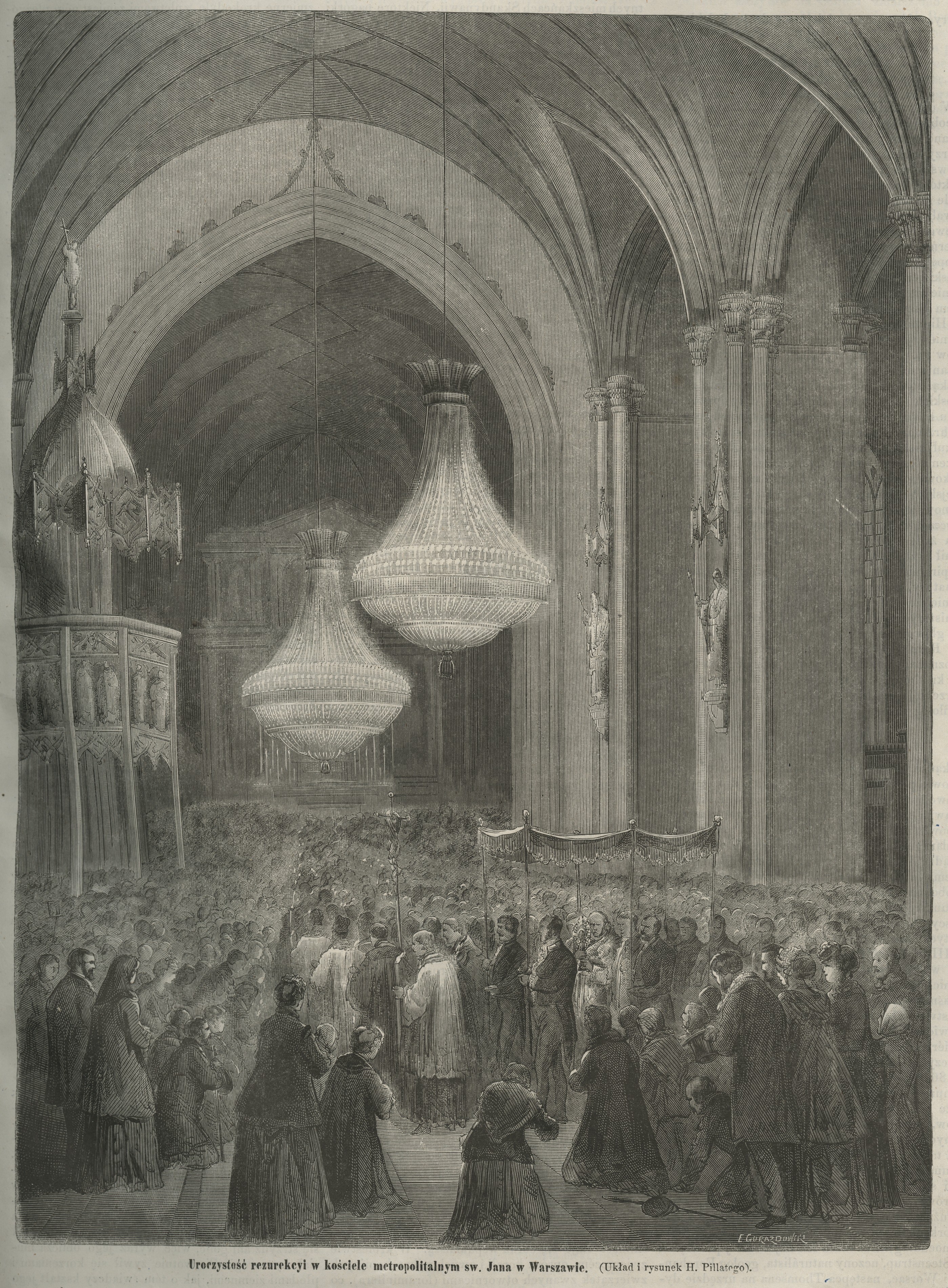
Uroczystość rezurekcyi w kościele metropolitalnym sw. Jana w Warszawie – 1897 r.

Z rozpoczęciem liturgii Wigilii Paschalnej zaczyna się czas świętowania zmartwychwstania Chrystusa. Ta nocna liturgia nazywana „matką wszystkich świętych wigilii” uznawana jest za najważniejszą celebrację w roku liturgicznym. Wszystkie jej obrzędy odbywają się w nocy: nie wolno ich rozpocząć, zanim nie zapadnie zmierzch, a należy je zakończyć przed świtem niedzieli. Wierni trzymają w rękach zapalone świece. 
Obrzędy przewidują poświęcenie nowego ognia i procesję z paschałem, śpiew orędzia paschalnego, szczególnie rozbudowaną liturgię słowa, poświęcenie wody do chrztu lub do pokropienia, fakultatywnie chrzest i bierzmowanie katechumenów, odnowienie przyrzeczeń chrzcielnych i liturgię eucharystyczną.
Polską tradycją jest procesja rezurekcyjna z Najświętszym Sakramentem wokół kościoła, który okrąża się raz lub trzy razy. Może się ona odbyć bezpośrednio po Wigilii Paschalnej lub przed pierwszą mszą rano. Na zakończenie procesji śpiewa się hymn Ciebie, Boga, wysławiamy i udziela błogosławieństwa Najświętszym Sakramentem.
W niedzielę mszę, liturgię godzin i sakramenty sprawuje się w zwykły sposób, z tym że w trakcie mszy obowiązkowo odmawia się sekwencję wielkanocną, a osoby, które uczestniczyły w Wigilii Paschalnej, nie odmawiają sobotniej Komplety i niedzielnej Godziny czytań.
Okres Triduum Paschalnego kończy się nieszporami, które w niektórych miejscach przyjmują formę tzw. nieszporów chrzcielnych; w ich trakcie odbywa się procesja do chrzcielnicy i pokropienie wodą święconą na znak wdzięczności za łaskę chrztu.
Od tego dnia krzyż jest ozdobiony czerwoną stułą, znajduje się przy nim także paschał oraz figura Chrystusa zmartwychwstałego. Przez pięćdziesiąt dni okresu wielkanocnego mówi się Alleluja na końcu wszystkich antyfon i wersetów.

### Klasyczny ryt rzymski
Zgodnie z obrzędami sprzed reformy liturgicznej soboru watykańskiego II za triduum paschalne można uznać Wielki Czwartek, Wielki Piątek i Wielką Sobotę. Dni te są wyróżnione przez specyficzną formę sprawowania mszy i oficjum. Tradycyjnie przez wszystkie trzy dni odmawia się tzw. ciemne jutrznie, natomiast wszystkie godziny kanoniczne zaczynają się bez wersetu wprowadzającego i hymnu, a kończą bezpośrednio oracją.

#### Wielki Czwartek
W tym dniu odprawia się wyłącznie jedną mszę, niedopuszczalne są wszelkie msze prywatne. Po odśpiewaniu hymnu Chwała na wysokości Bogu organy i inne instrumenty milkną aż do rozpoczęcia tegoż hymnu podczas liturgii Wielkiej Soboty, natomiast dzwonki zastępuje się kołatkami. Po zakończeniu obrzędów Najświętszy Sakrament w puszce zostaje przeniesiony do kaplicy przechowania, nazywanej zwyczajowo ciemnicą, gdzie jest adorowany aż do rozpoczęcia liturgii Męki Pańskiej.
Po mszy (od 1955 r. w jej trakcie, po homilii) odbywa się obrzęd obmycia nóg, tzw. mandatum. Następnie odmawia się nieszpory, a po nich, odmawiając psalm 22, kapłan dokonuje obnażenia ołtarza z obrusów, świec i krzyża.

#### Wielki Piątek
Oficjum odmawia się jak w Wielki Czwartek. Po nonie odprawia się mszę darów uprzednio poświęconych (missa praesanctificatorum). Obrzędy obejmują prostrację kapłana, czytania i śpiewy z Pisma świętego, w tym opis Męki Pańskiej, który może być wykonany z podziałem na role, modlitwę powszechną, adorację Krzyża i obrzędy komunii kapłana (od 1955 r. także wiernych). Zgodnie z polską tradycją, na koniec liturgii Najświętszy Sakrament wystawiony w monstrancji okrytej półprzezroczystym welonem przenosi się do Grobu Pańskiego, gdzie jest adorowany aż do rozpoczęcia rezurekcji.

#### Wielka Sobota
Oficjum odmawia się jak w Wielki Czwartek z wyjątkiem Nieszporów. Po nonie rozpoczynają się obrzędy Wielkiej Soboty, które przewidują  poświęcenie nowego ognia i procesję z triangułem, od którego później odpala się paschał, śpiew modlitwy poświęcenia paschału, dwanaście proroctw, poświęcenie wody do chrztu, fakultatywnie chrzest katechumenów i litanię do świętych. Z rozpoczęciem następującej po tych obrzędach mszy zaczyna się czas świętowania zmartwychwstania Chrystusa. Pod jej koniec, po komunii wiernych, odmawia się skrócone nieszpory z tylko jednym psalmem i kantykiem Magnificat.
Polską tradycją jest rezurekcja, czyli tzw. otwarcie Grobu Pańskiego. Wieczorem w Wielką Sobotę lub wczesnym rankiem w niedzielę kapłan z posługującymi udaje się do Grobu Pańskiego, skąd po odmówieniu modlitw wyrusza procesja z Najświętszym Sakramentem wokół kościoła, który okrąża się raz lub trzy razy. Na zakończenie procesji śpiewa się hymn Te Deum i udziela błogosławieństwa Najświętszym Sakramentem.
Reforma liturgiczna z 1955 r. ustanowiła, że procesja do kościoła odbywa się nie z triangułem, lecz z paschałem, ograniczyła liczbę proroctw do czterech, określiła, że litanię do świętych śpiewa się z podziałem na dwie części (podczas procesji do chrzcielnicy i w trakcie powrotu do ołtarza) i zastąpiła odmawiane na koniec mszy nieszpory laudesem.

## Triduum Paschalne u mariawitów
Kościół Starokatolicki Mariawitów Triduum Paschalne sprawuje w języku polskim w sposób podobny do rytu rzymskokatolickiego sprzed soboru watykańskiego II – na przykład w czasie wigilii paschalnej (odprawianej zazwyczaj rano) od rozpalonego przed kościołem ognia zapala się trianguł (świecznik trójramienny), symbol objawienia Trójcy Świętej w ewangelii Chrystusa, a dopiero potem przy bocznym ołtarzu od triangułu zapala się paschał. Grób Pański ubierany jest zawsze w głównym ołtarzu, a uwaga wiernych ma koncentrować się na adoracji Przenajświętszego Sakramentu. 
Kościół Katolicki Mariawitów zniósł wszelkie dodatkowe obrzędy. W Wielki Czwartek uroczystą mszę łączy się z uroczystą adoracją Przenajświętszego Sakramentu, przez cały dzień i noc. W Wielki Piątek – w odróżnieniu od innych kościołów – odprawia się uroczystą mszę o Krwi Przenajdroższej Zbawiciela z 23 sierpnia. Po nabożeństwie wielkopiątkowym nie ma błogosławieństwa Przenajświętszym Sakramentem, zaś monstrancję po mszy nakrywa się welonem, który pozostawia się do rezurekcji. Zrezygnowano ze wszelkich ceremonii wielkosobotnich i poświęceń, na rzecz uroczystej Mszy Świętej połączonej z adoracją Przenajświętszego Sakramentu. Podczas nabożeństwa czyta się Mękę Pańską według św. Marka (rozdziały 14 i 15), odmawia się Litanię o Najsłodszym Imieniu Jezus i Koronkę do Miłosierdzia Bożego. Nabożeństwo kończy się uroczystym trzykrotnym odśpiewaniem Alleluja i nieszporów. 